# 華荔邨

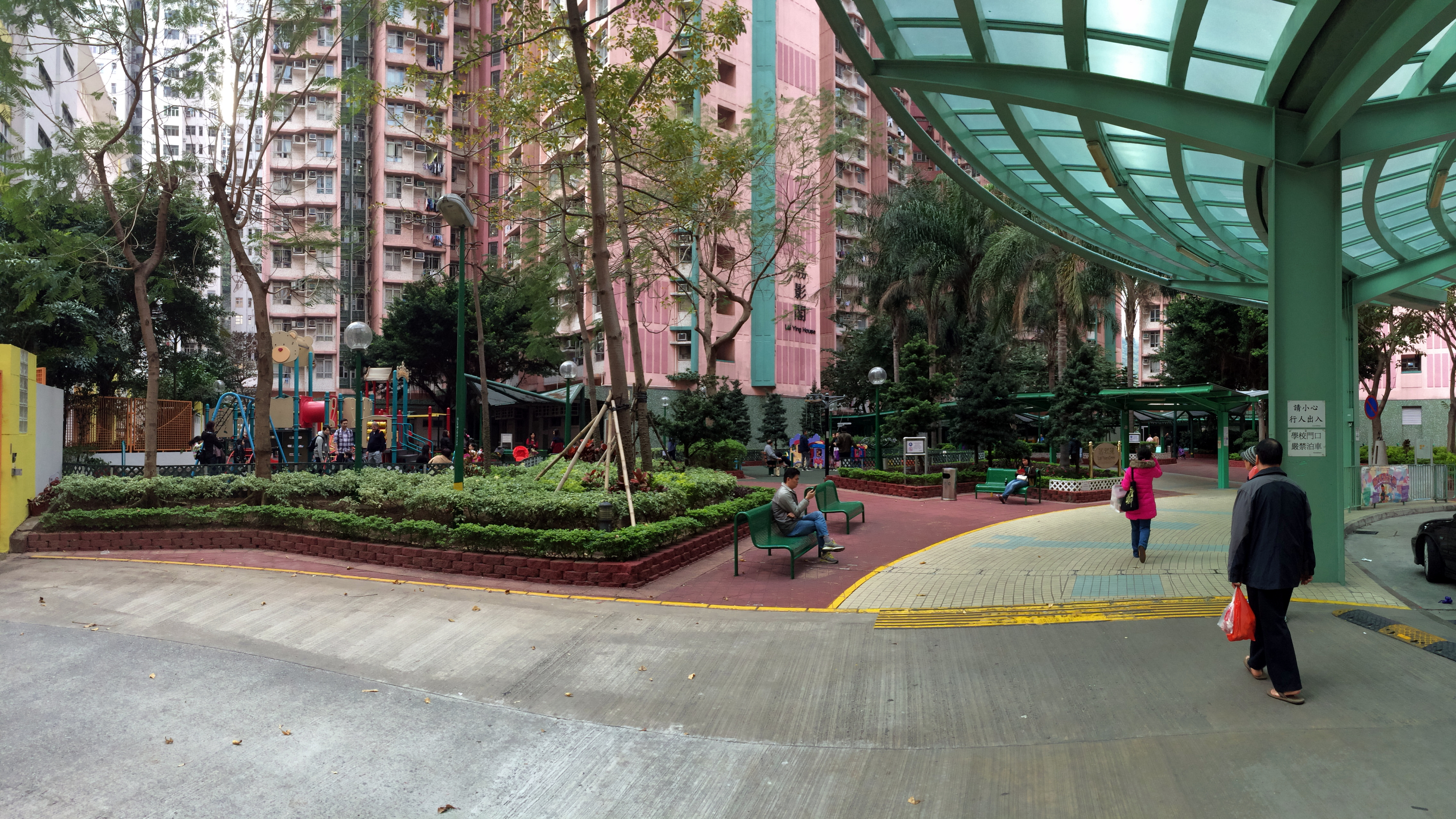
荔欣苑休憩空間

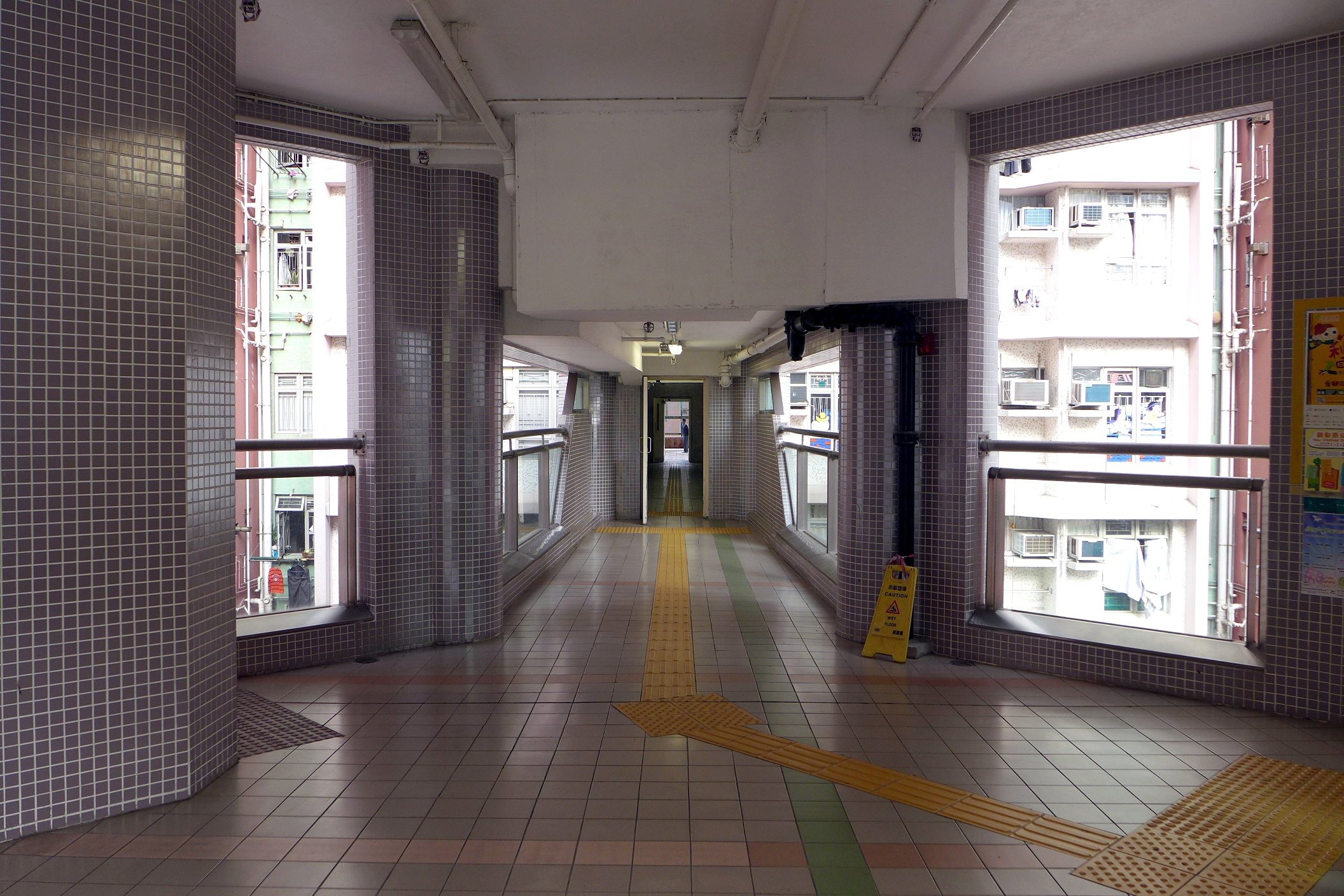
華荔邨居民需用升降機才可到達平台

華荔邨（英語：Wah Lai Estate，興建時臨時命名為荔枝角邨）是位於香港新界荔枝角荔景山路282號的公共屋邨，項目編號為TW11，於2001年落成，現由香港房屋委員會負責屋邨管理，原址為商人邱德根擁有的著名遊樂場荔園及宋城。
荔欣苑（英語：Lai Yan Court）是香港房屋委員會在葵青區的居者有其屋屋苑之一，位於荔枝角荔景山路278號、華荔邨的西北面。共有三座樓宇，在2001年落成。

## 歷史
華荔邨與荔欣苑位於填海前的荔枝角灣旁，於1949-97年間曾為荔園遊樂場。至1991年，政府決定於荔園原址興建此邨及荔欣苑，但因荔園東主反對及入稟禁制，最終延至四年後才就重建方案達成協議。及後，荔園於1997年關閉，原址用地隨即按換地協議交出，並開始重建。
在屋邨興建期間，此項目曾根據所在地，採用「荔枝角邨」作爲屋邨的臨時名稱，直到入伙前再易名為「華荔邨」及「荔欣苑」。及後，華荔邨主要作為鄰近的蝴蝶谷新村、衛民村平台清拆的接收屋邨，並重置一所受秀茂坪邨第13期重建影響的幼稚園。
此外，荔欣苑原先為華荔邨未命名的第1-3座，在興建期間成為重建置業計劃指定屋苑，供蝴蝶谷新村及其他即將拆卸屋邨居民優先認購。

## 分區
街道標示位於荔景山路、九龍深水埗區與新界葵青區區界旁邊（以屬於華荔邨、介乎盈輝臺與華荔邨的緊急車輛通道作區界，以及九龍與新界之分界線），隔鄰屋苑盈暉臺已劃入深水埗區，但地理環境卻非常接近荔枝角美孚新邨，故此往往被誤認為區域行政上隸屬深水埗區，但實際上華荔邨、荔欣苑與九華徑、瑪嘉烈醫院同屬葵青區。
雖然有意見認為華荔邨與荔欣苑居民共享深水埗區的社區設施（如位於深水埗區的荔枝角公共圖書館、荔枝角公園體育館及荔枝角公園游泳池比葵青區的同類設施更近屋苑），建議將兩個屋苑劃入深水埗區，可是當局以「此事不屬選管會的管轄範圍」為由而拒絕。

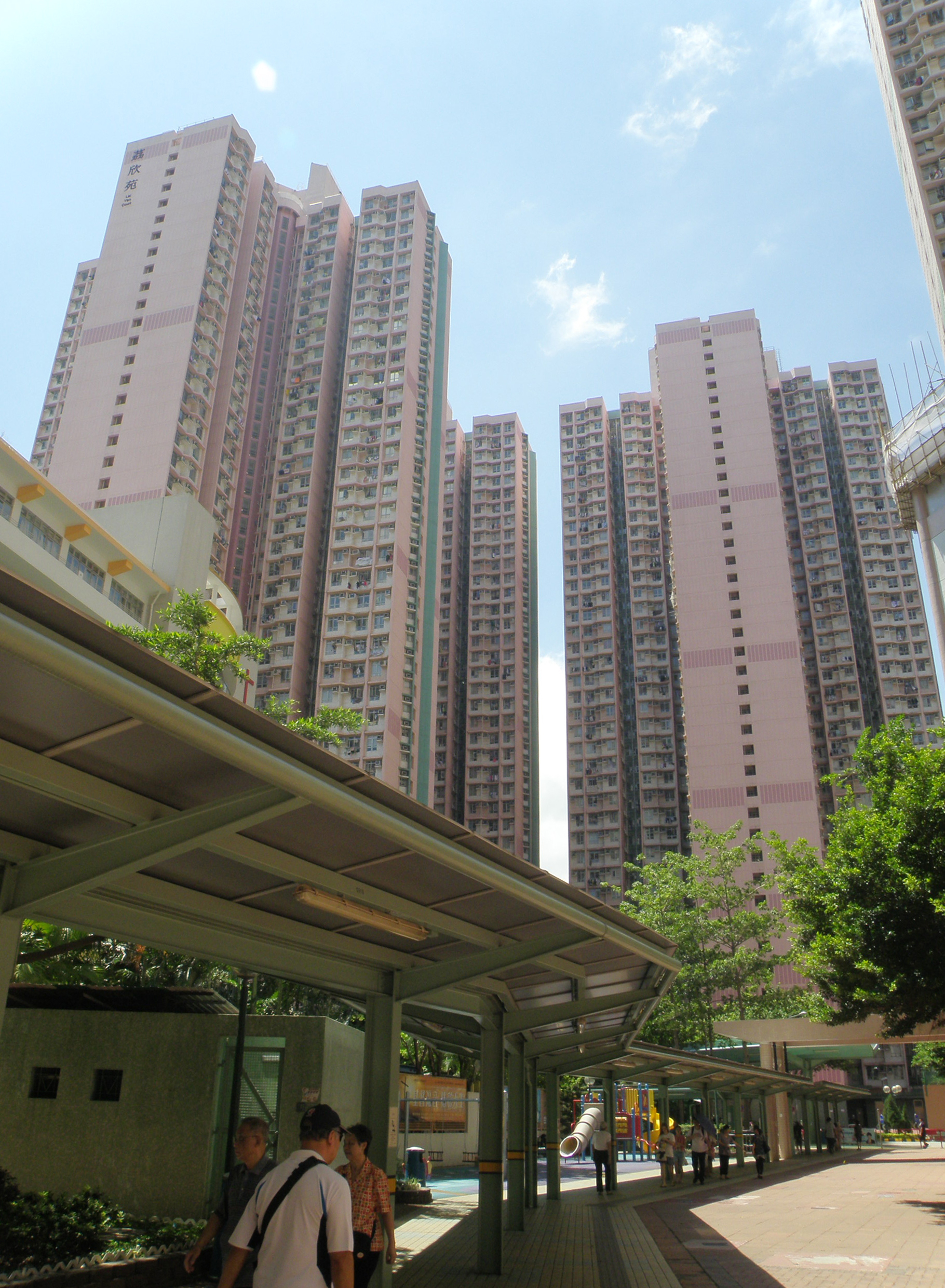
荔欣苑
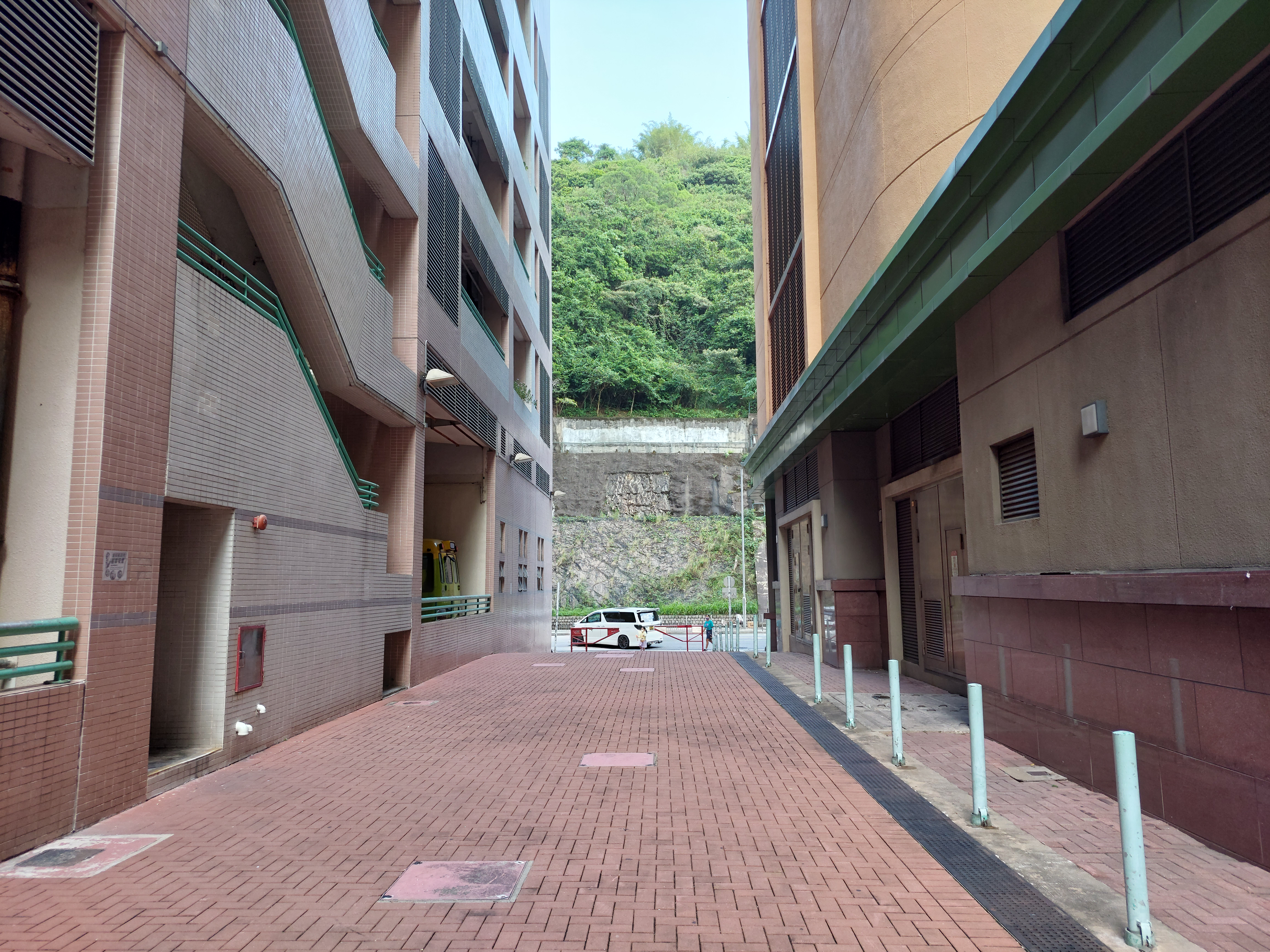
位於華荔邨南面的緊急車輛通道，為新界與新九龍的分界線；當中，鐵柱左方的此邨屬於新界

## 屋苑資料

### 樓宇

#### 華荔邨
華荔邨的兩座和諧一型大廈相連著停車場大樓，因此8樓以下有部份華荔邨的單位用作設計成停車場一部份，而且有升降機塔樓及通道穿越大廈往停車場及平台公園。
| 樓宇名稱（座號） | 樓宇類型                   | 落成年份 | 層數 | 每層伙數                                             | 每座單位總數（伙） | 建築師              | 承建商   | 提供升降機的廠商     | 期數 | 備註               |
| ---------------- | -------------------------- | -------- | ---- | ---------------------------------------------------- | ------------------ | ------------------- | -------- | -------------------- | ---- | ------------------ |
| 喜荔樓（第4座）  | 和諧一型第六款（第三代半） | 2001年   | 40   | 9（1-6樓） 2（7樓） 20（8-18樓及20-40樓） 19（19樓） | 495                | 房屋署總建築師（1） | 新昌營造 | 富士達 AC-GL（VVVF） | 2    | 實際上是同一幢建築 |
| 賞荔樓（第5座）  | 和諧一型第六款（第三代半） | 2001年   | 40   | 9（1-6樓） 2（7樓） 20（8-18樓及20-40樓） 19（19樓） | 495                | 房屋署總建築師（1） | 新昌營造 | 富士達 AC-GL（VVVF） | 2    | 實際上是同一幢建築 |

（第1-3座指同一項目內的荔欣苑，故此略去部份座號。上述座號是以房屋署Estate Property的記錄為依歸。）

#### 荔欣苑
| 樓宇名稱（座號）    | 樓宇類型                   | 落成年份 | 層數 | 每層伙數 | 每座單位數目（伙） | 建築師              | 承建商   | 提供升降機的廠商 | 期數 |
| ------------------- | -------------------------- | -------- | ---- | -------- | ------------------ | ------------------- | -------- | ---------------- | ---- |
| 荔影閣（A座/第1座） | 和諧一型第七款（第三代半） | 2001年   | 40   | 16       | 640                | 房屋署總建築師（1） | 協興建築 | 蒂森             | 1    |
| 荔采閣（B座/第2座） | 和諧一型第七款（第三代半） | 2001年   | 40   | 16       | 640                | 房屋署總建築師（1） | 協興建築 | 蒂森             | 1    |
| 荔林閣（C座/第3座） | 和諧一型第七款（第三代半） | 2001年   | 40   | 16       | 639                | 房屋署總建築師（1） | 協興建築 | 蒂森             | 1    |

（第4-5座指同一項目內的華荔邨，故此略去部份座號。上述座號是以房屋署Estate Property的記錄為依歸。）

## 屋邨及區內設施

### 商業與康樂
邨內沒有任何商業設施或店舖。但屋邨毗鄰的私人屋苑盈暉臺，基座設有商場及超級市場；而且距離美孚新邨萬事達廣場店舖群及荔灣街市，僅5至10分鐘步行路程。
華荔邨內設有基本康樂設施，包括籃球場、羽毛球場、排球場、兒童遊樂場、健體區及卵石路步行徑；另外只需步行5分鐘便能跨區（九龍深水埗區）到達康樂及文化事務署轄下的荔枝角公園泳池、荔枝角公共圖書館和荔枝角室內體育館。

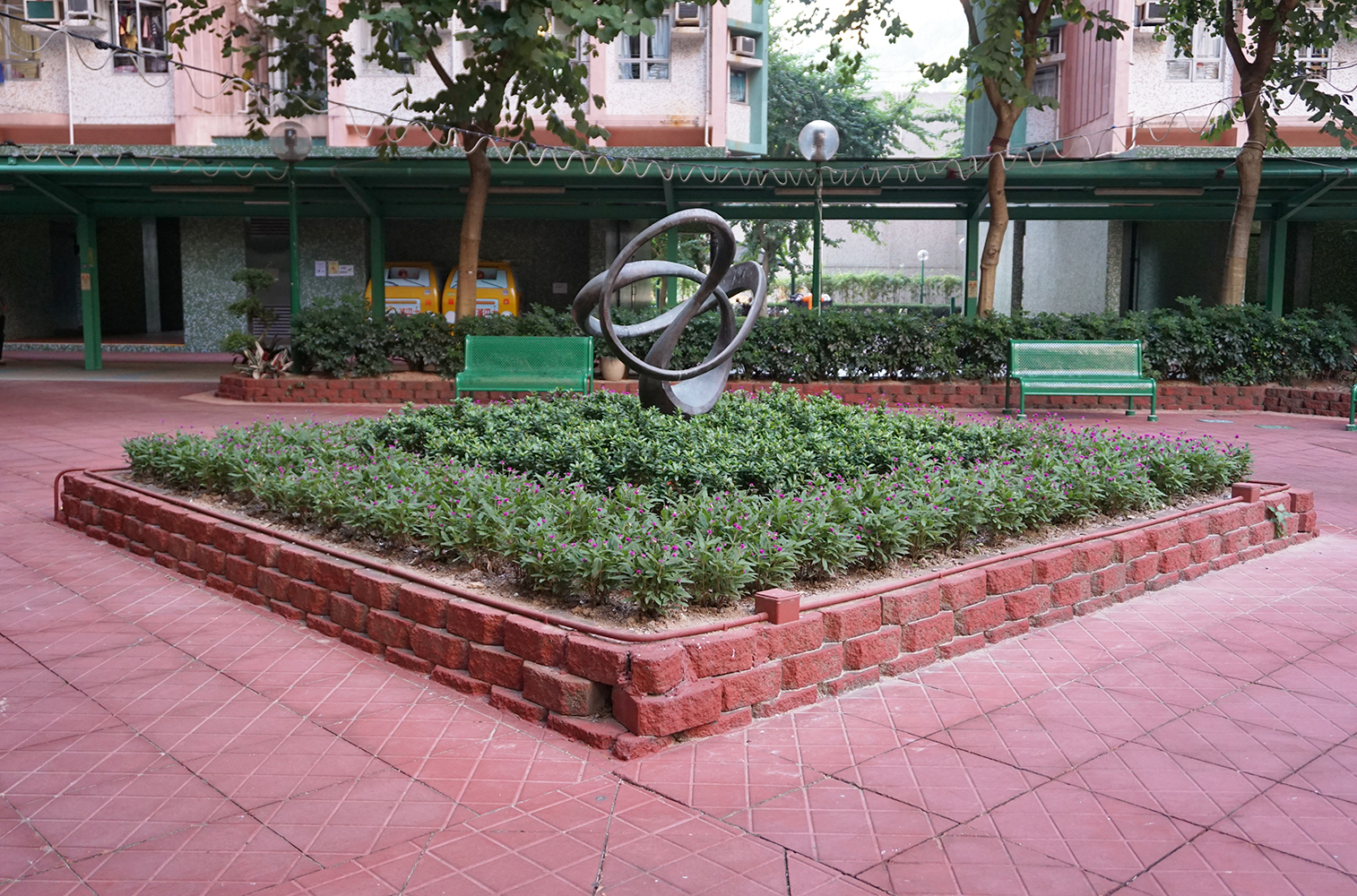
荔欣苑塑像
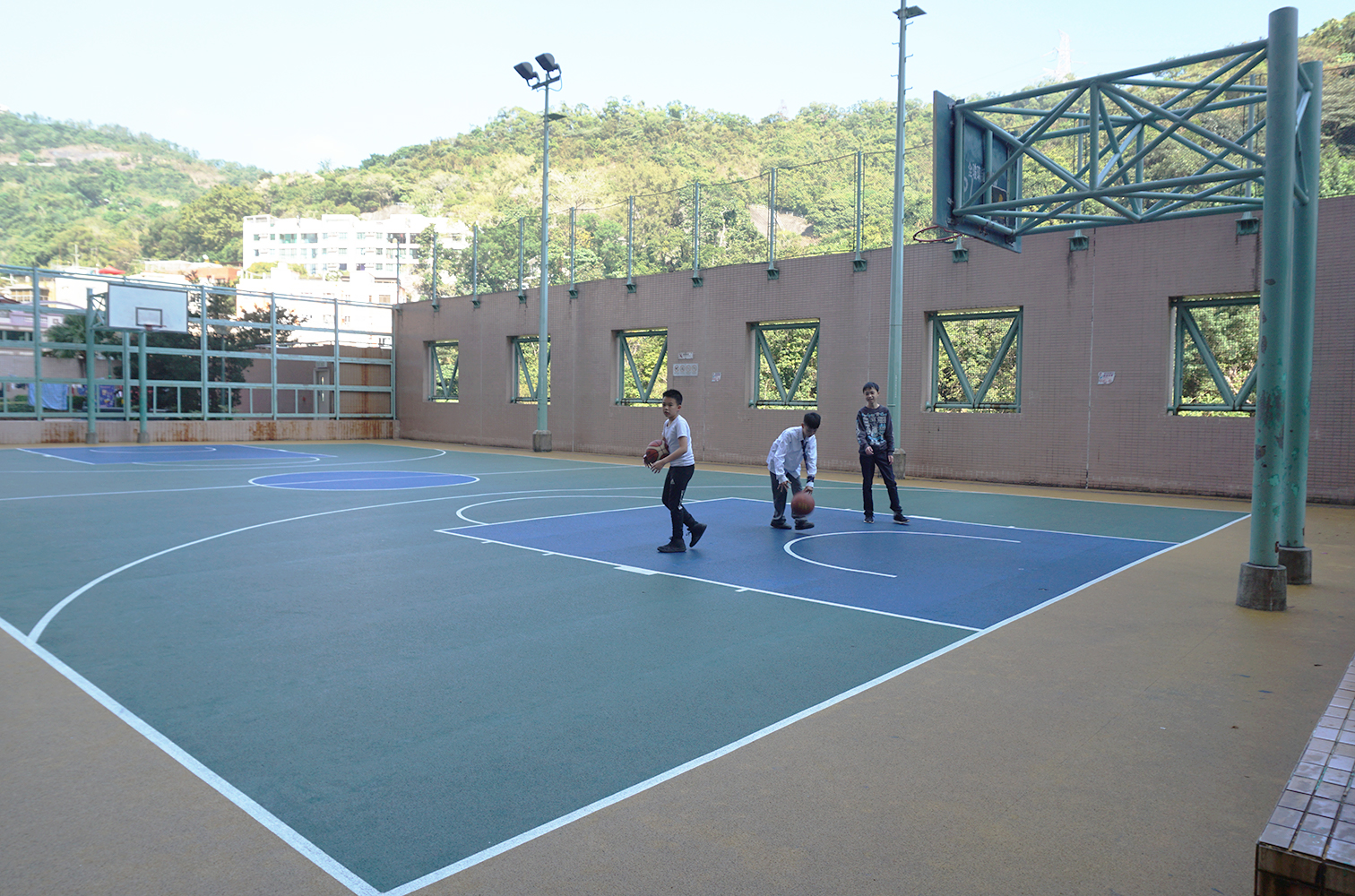
華荔邨籃球場
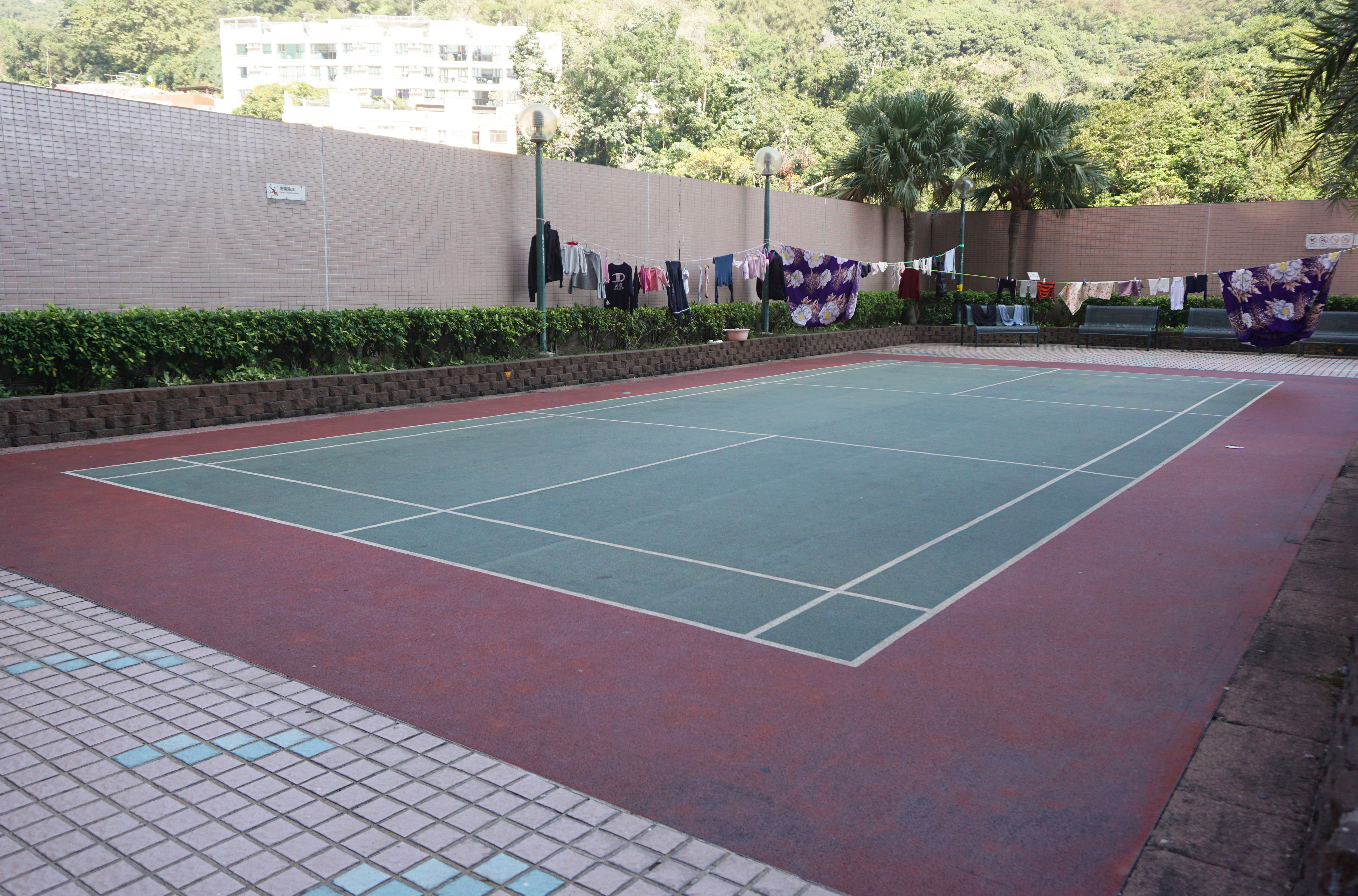
華荔邨羽毛球場
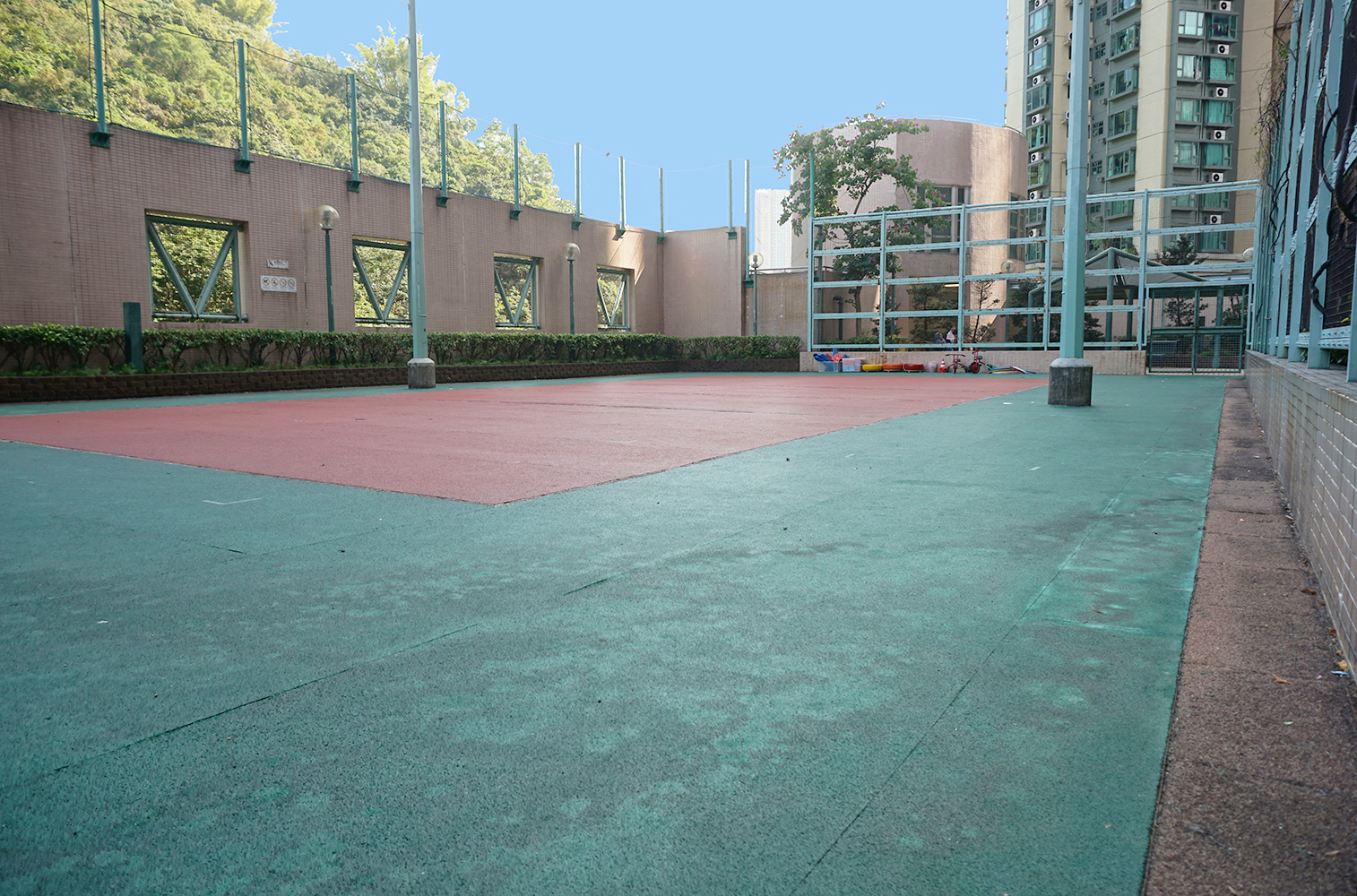
華荔邨排球場
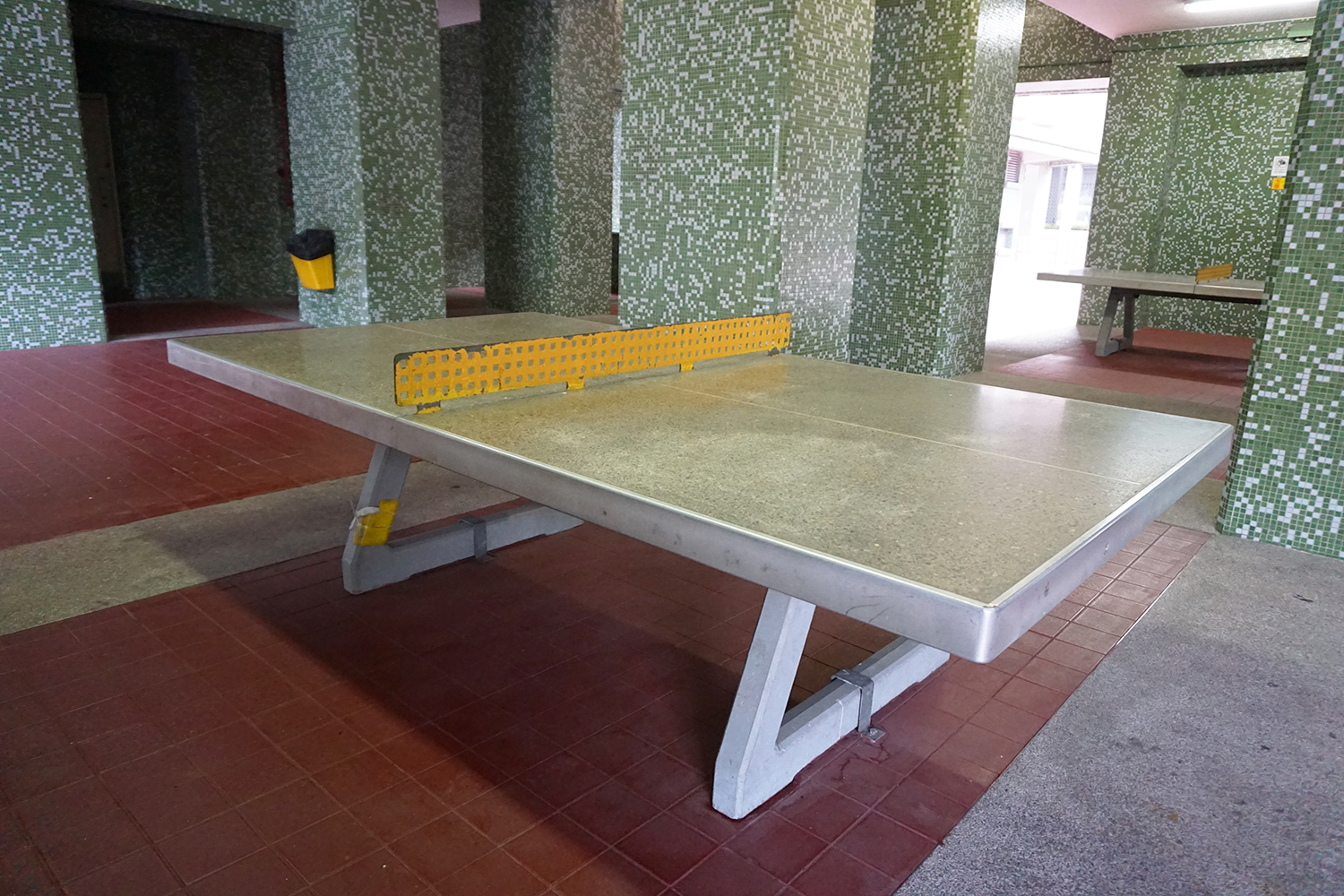
荔欣苑乒乓球桌
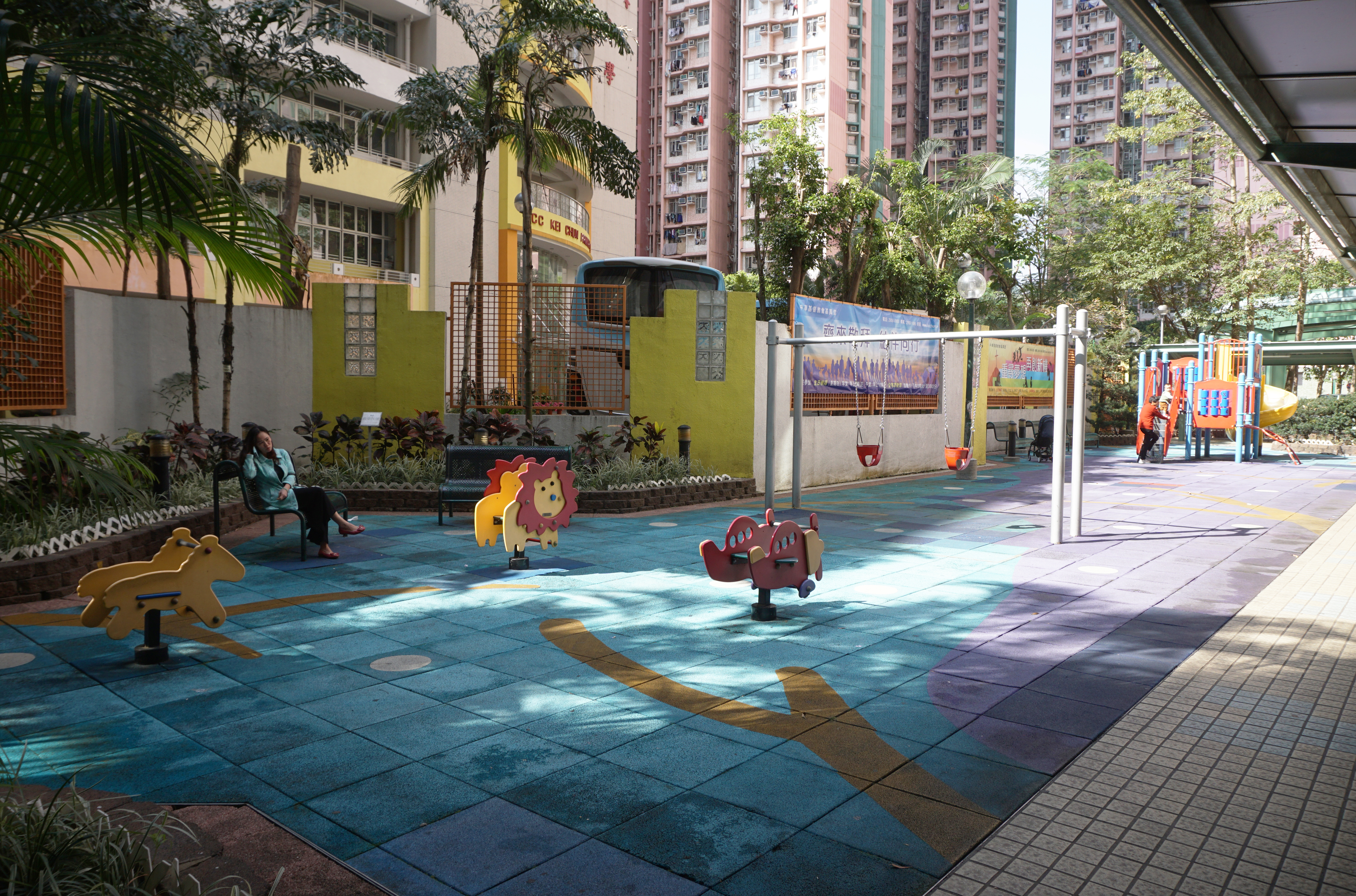
華荔邨彈簧椅、幼童鞦韆及滑梯
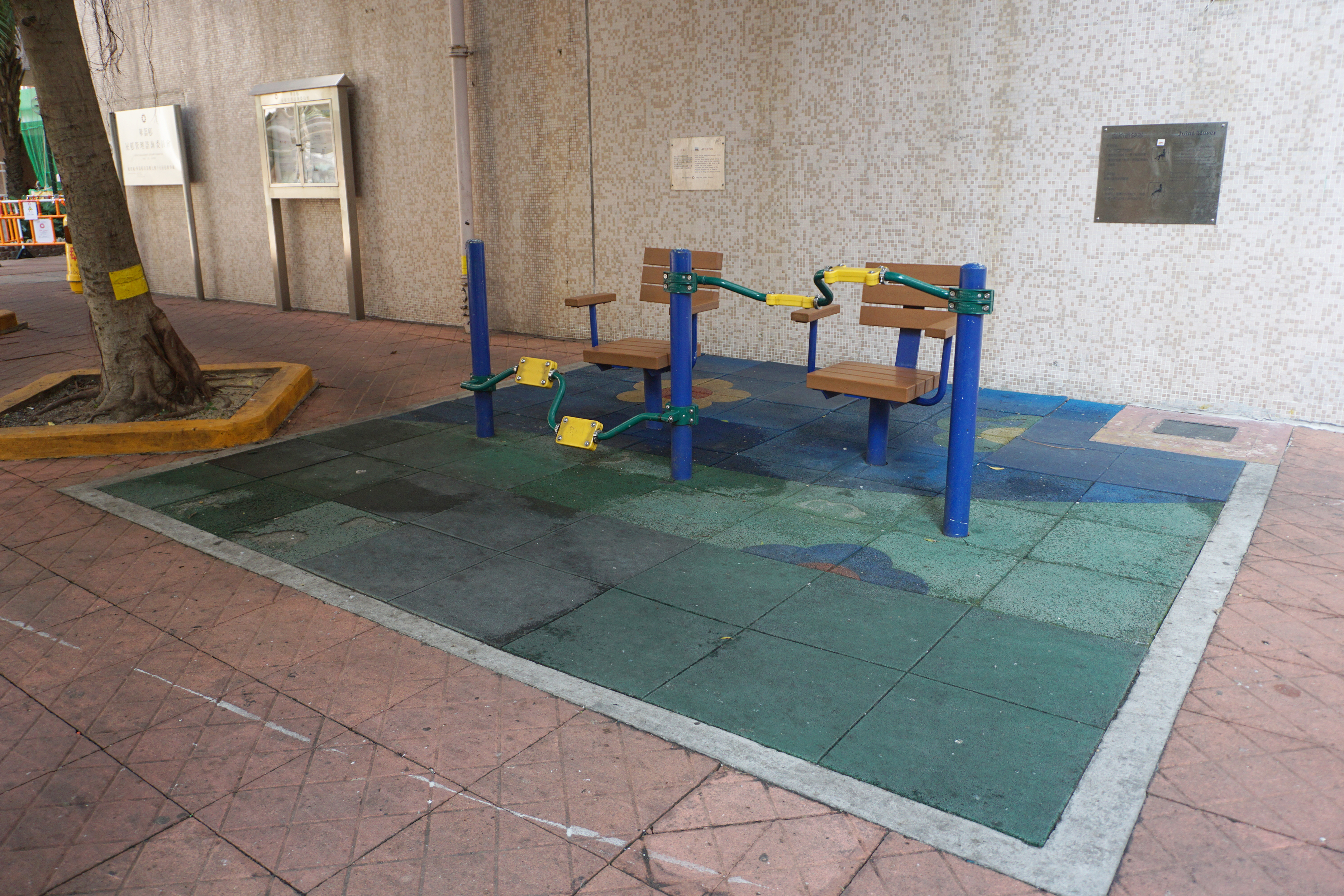
華荔邨關節鍛鍊器
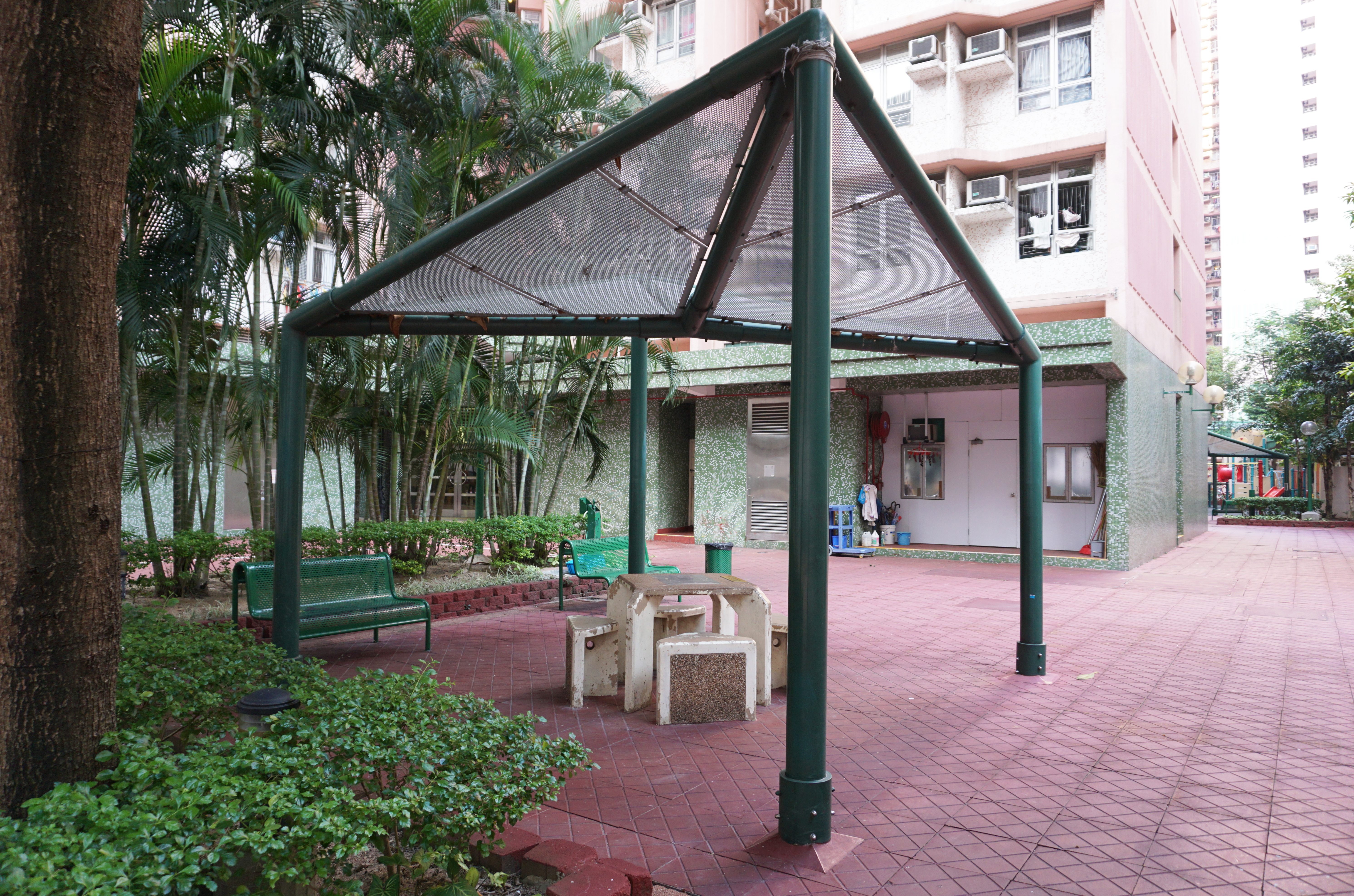
荔欣苑棋藝區
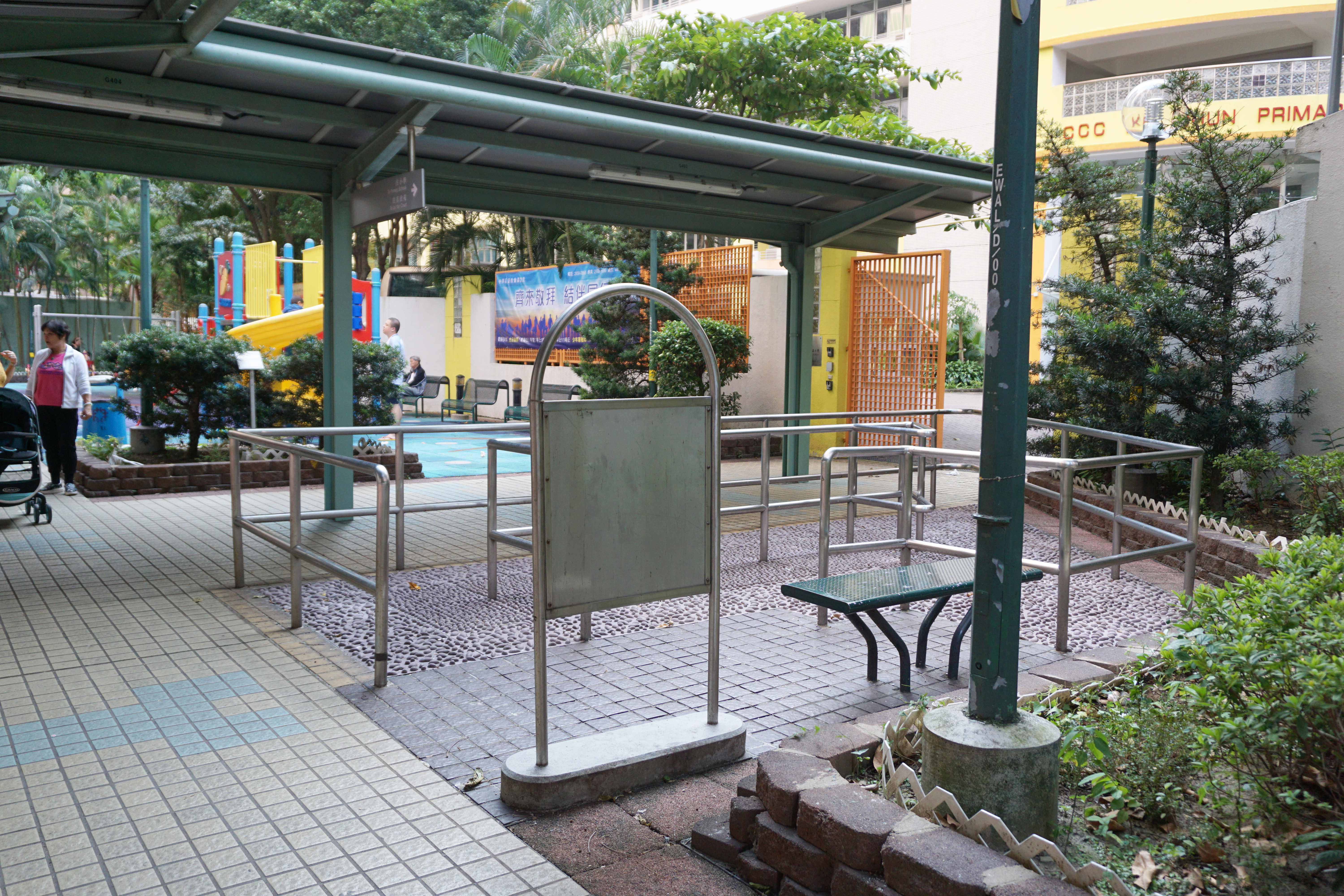
華荔邨卵石路步行徑
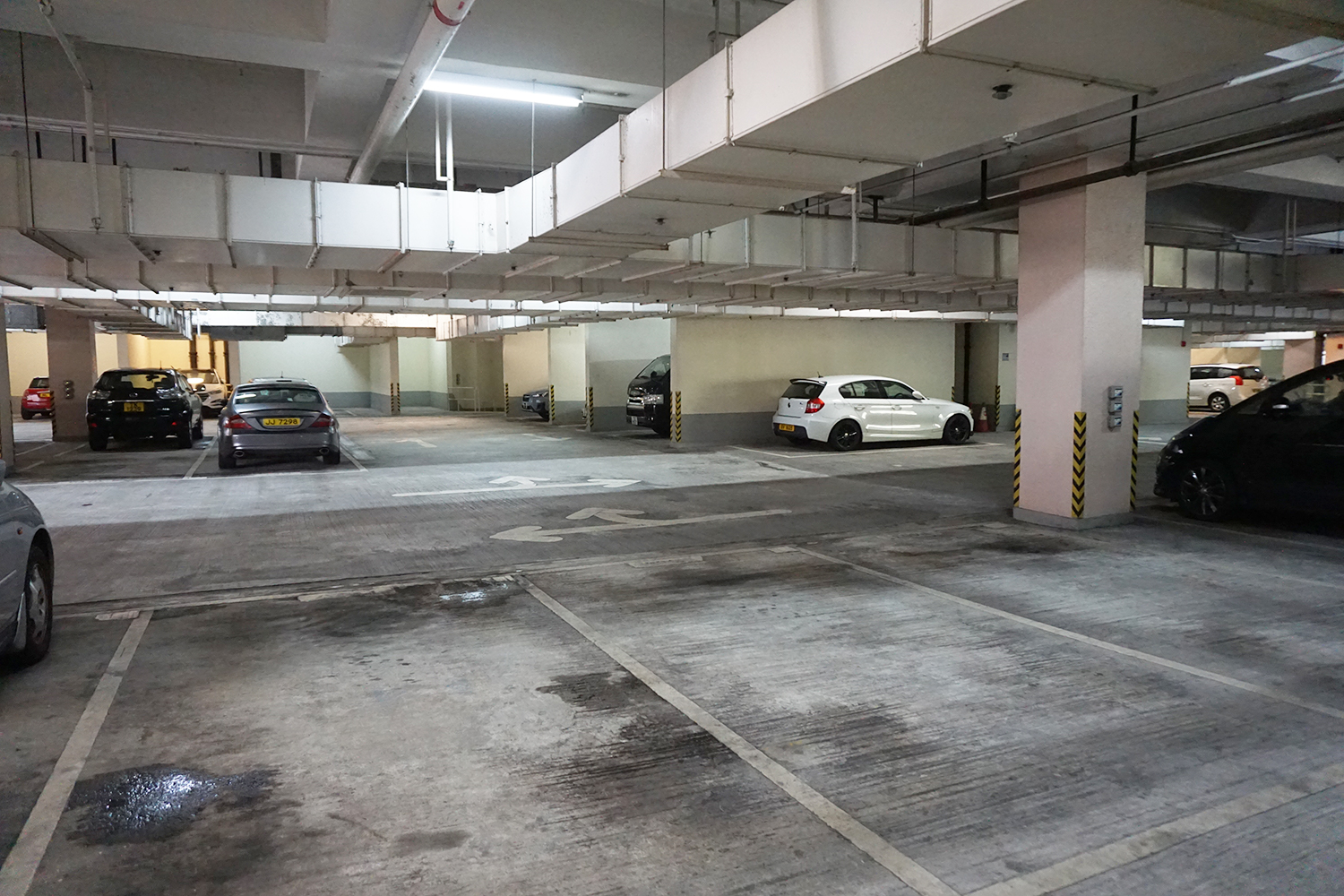
華荔邨停車場

### 教育
邨內僅有一所幼稚園及一所小學，分別為：
- 保良局譚華正夫人幼稚園（2002年自秀茂坪邨遷入，原名「保良局莊瑞傑幼稚園」）（位於賞荔樓七樓）
- 中華基督教會基真小學（1959年成立，2002年自深水埗遷入）

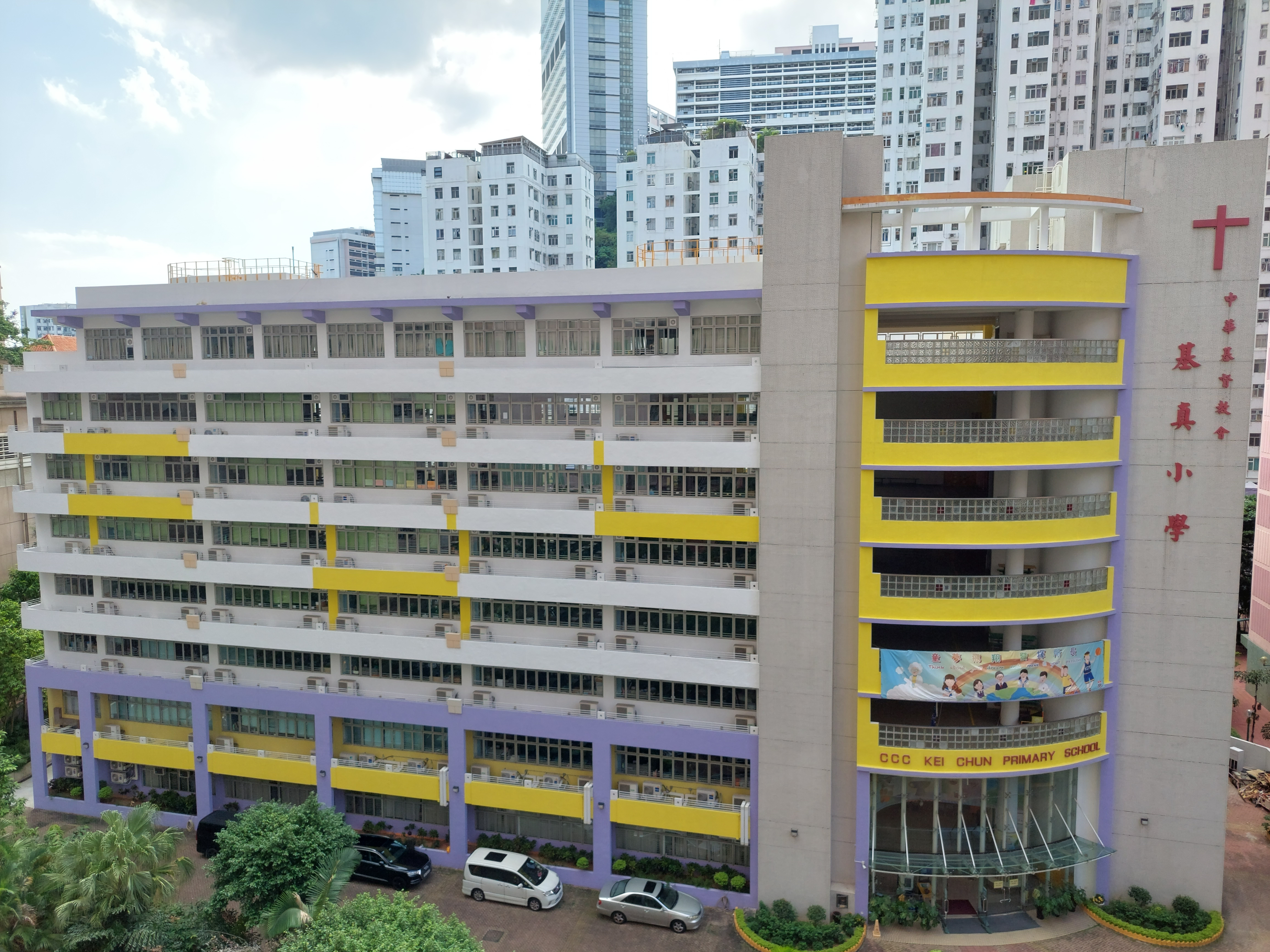
基真小學校舍

## 所屬選區
華荔邨與毗鄰的荔欣苑、華豐園、荔灣花園以及九華徑鄉村同屬葵青區議會下轄的荔華選區。荔華選區現任區議員為公民黨成員張鈞翹。

## 外部連結
- 房委會物業位置及資料 華荔邨 （页面存档备份，存于）
- 房委會物業位置及資料 荔欣苑 （页面存档备份，存于）

1. ↑  唯一採用此品牌升降機的和諧式居屋屋苑